# مساءلة القيادة
يهدف مفهوم مساءلة القيادة إلى إضفاء الطابع الشخصي على الاحتجاجات والتحقيقات المتعلقة بمسؤولية «النظام العلوي» عن العنف السياسي والفساد والأضرار البيئية وغيرها من الأضرار الأخرى. وهناك حركة يُطلق عليها «المسار الثاني»، تتحدى نخب السلطة المحلية في مجال الخدمة العامة وأماكن العمل والمؤسسات الدينية. ويظهر هذا الإجراء في ممارسات المؤسسات الجديدة مثل المحكمة الجنائية الدولية (ICC) (تقريبًا في عام 2002)؛ ويتجلى في قوانين مثل اتفاقية الأمم المتحدة لمكافحة الفساد (2003)؛ إلى جانب المساءلة الفردية الخاصة بالذين وقعوا ضحايا نتيجة أمور بيئية، على سبيل المثال، الإجراءات التي تتخذها وكالة البيئة الأمريكية (2005) ضد المديرين التنفيذيين لشركة جريس (Grace) نتيجة استخدامها منتجات الأسبستوس (2005). لقد أصبح المجتمع المدني العالمي، في ظل الاستفادة المبتكرة من تقنية المعلومات الحديثة، ذراعًا محوريًا لهذه الحركة الاجتماعية. ومن الأمثلة على ذلك الاحتجاجات التي أثيرت في اجتماعات قادة مجموعة الثماني وتلك الاحتجاجات المناوئة للقادة الأمريكيين والبريطانيين المسؤولين عن غزو العراق واحتلاله.

## السياق التاريخي
على نحو تقليدي، لم ينظر القادة وغيرهم من نخب السلطة إلى أنفسهم باعتبارهم مساءلين كأفراد. لقد كان هؤلاء القادة إما فوق القانون، باعتبارهم أسيادًا انطلاقًا من مبدأ -- rex non potest peccare (والذي يعني أن «الملوك لا يخطئون») -- أو أنهم يتمتعون بـ الحصانة فقط لأنهم القادة (الحصانة الموضوعية). وبدلًا من ذلك، تم اعتبار هؤلاء القادة مجرد ممثلين عن الدولة أو مؤسسة، يعتقد أنها، تتحمل مسؤولية ارتكاب أي مخالفات. وفي كتاباته الصادرة عام 1915، لم يبد المؤرخ آر مايكل تفاؤلًا حيال هذا التغيير:
«إن التطور التاريخي في هذا الخصوص يزيف كافة التدابير الوقائية التي تم اتخاذها لمنع حكم الأقلية. فإذا تم تمرير قوانين بهدف السيطرة على هيمنة القادة، فستكون القوانين هي تلك التي يتم تقويضها تدريجيًا، وليس القادة.»
وتعني عولمة المساءلة الشخصية ضرورة اللحاق الفوري بركب عولمة السلطة الشخصية. ومن الأسماء التي تعرضت للمساءلة في هذا الإطار ميلوشيفيتش واسترادا وتشينغ وبينوشيه وفوجيموري وبرلسكوني وإنرون ويونيون كاربايد وغريس، كما تم بالفعل مساءلة أسامة بن لادن وصدام حسين وجورج دبليو بوش وتوني بلير. وقد مثل العنف الذي ظهر جليًا في أحداث 11 سبتمبر 2001 على أمريكا «مساءلة انتقامية» من كافة الأحزاب، ولكن لا يتبع هذا «العداء العالمي» الأخلاقيات الانتقامية التقليدية والمتمثلة في مبدأ «العين بالعين»، وبالتالي تسبب هذا في حدوث إشكالية لا مثيل لها.

## الآثار المترتبة على الحركة
على الأرجح ستكون «المساءلة الديمقراطية المباشرة»—الاستجواب اليومي المستمر الذي يتم عبر وسائل الإعلام والمراسلات والمحاكم وشبكات الأقران—مماثلة لأنظمة التصويت، باعتبارها وسيلة لمعالجة إساءة استخدام السلطة من قِبل أهل النخبة.
ويمكن اللجوء إلى المؤشر العالمي لمسؤولية القيادات (GLRI) في تقييم سلوك القادة من خلال استخدام مؤشرات مثل التصديق على الاتفاقيات الدولية، والتدخل العدواني في شؤون الدول الأخرى، ومفاهيم الفساد والبصمة البيئية. وفي هذا المؤشر، تأتي أمريكا بعد الصين واليابان وأمريكا الجنوبية، ويشير المؤشر إلى أن القيادة في الدول الأصغر أكثر مسؤولية عنها في الدول الأكبر.

## كتابات أخرى
- Leadership accountability in a globalizing world, London: Palgrave Macmillan, 2006, Williams, Christopher.
- Leaders of integrity: ethics and a code for global leadership, Amman: UN University Leadership Academy, 2001, Williams, Christopher.
- The prosecution of former military leaders in newly democratic nations, London: McFarland & Co., Roehrig, T.
- Declaration of Basic Principles of Justice for Victims of Crime and Abuse of Power - Adopted by General Assembly resolution 40/34 of 29 November 1985. See UNHCHR home page.
- The Allure of Toxic Leaders: Why We Follow Destructive Bosses and Corrupt Politicians -- and How We Can Survive Them Oxford University Press, 2004, Blumen-Lippman, Jean.
- Understanding Ethical Failures in Leadership (Cambridge Studies in Philosophy and Public Policy), Cambridge University Press, 2005, Price, Terry L.